# Malik Ambar
 (février 2024).
Malik Ambar, né en 1548 à Harar et mort le 13 mai 1626, est un chef militaire qui sert comme peshwâ du sultanat d'Ahmadnagar dans le Deccan, région de l'Inde.
Né dans le sultanat d'Adal, qui comprend une partie des pays actuels d'Éthiopie, de la Somalie et de Djibouti, Malik est vendu par un marchand d'esclaves et amené en Inde comme esclave. Là, il crée une force mercenaire comptant plus de 50 000 hommes, basée dans la région du Deccan, et est engagé par les rois locaux. Malik devient un peshwâ (Premier ministre) populaire du sultanat d'Ahmadnagar, faisant preuve de bonne capacités administratives. 
Il est également considéré comme un pionnier de la guérilla dans la région. On lui attribue la réalisation de revenue settlements[pas clair] dans une grande partie du Deccan, accords établis  entre la Compagnie des Indes orientales et les propriétaires du Bengale visant à fixer les revenus à tirer des terres, ce qui constituerait la base des colonies ultérieures en Inde. Il est une figure de vénération pour les Siddis du Gujarat. Il défie la puissance de l'Empire moghol et de la dynastie Adil Shahi de Bijapur et prête allégeance à Nizam Shah.